# Käte Alving
Käte Alving (* 26. November 1896 in Hamburg; † 8. Dezember 1974 in West-Berlin) war eine deutsche Schauspielerin, Hörspiel- und Synchronsprecherin.

## Leben
Käte Alving erhielt Schauspielunterricht bei Ella Groeger in Hamburg und bei Ilka Grüning in Berlin. Anschließend ging sie an die Niederdeutsche Bühne Hamburg, dem späteren Ohnsorg-Theater und gab zahlreiche Gastspiele im Norden Deutschlands.
1924 kam sie mit dem Ensemble von Richard Ohnsorg auch als Sprecherin zur Nordischen Rundfunk AG, die im Mai desselben Jahres in Hamburg gegründet wurde. Hier war sie vorwiegend in niederdeutschen Hörspielen (damals Sendespiele genannt) zu hören.
Als Schauspiellehrerin unterrichtete sie gemeinsam mit ihrem Kollegen Hans Langmaack u. a. die junge Heidi Kabel.
Ab 1936 kamen Gastspiele, nach Ausbruch des Zweiten Weltkriegs auch Festengagements nach Berlin hinzu, wo sie u. a. an der Volksbühne, dem Deutschen Theater, dem Hebbeltheater und dem Theater am Kurfürstendamm auftrat.
Neben ihren Bühnenaktivitäten wirkte sie auch in Film-, Funk- und Fernsehproduktionen mit. So spielte Käte Alving in einigen DEFA-Filmen, wie beispielsweise … und wenn’s nur einer wär’ … (1948), Das Beil von Wandsbek unter der Regie von Falk Harnack (1951) und Die Meere rufen (1951) mit.

## Filmografie
- 1942: Weiße Wäsche
- 1943: Altes Herz wird wieder jung
- 1944/52: Das Mädchen Juanita
- 1945: Der Scheiterhaufen
- 1948: … und wenn’s nur einer wär’ …
- 1949: Die Buntkarierten
- 1951: Die Sonnenbrucks
- 1951: Die Meere rufen
- 1951: Das Beil von Wandsbek
- 1952: Frauenschicksale
- 1952: Schatten über den Inseln
- 1953: Anna Susanna
- 1955: Herr über Leben und Tod
- 1955: Das Fräulein von Scuderi
- 1955: Liebe ohne Illusion
- 1955: Du mein stilles Tal
- 1955: Die gute alte Zeit
- 1955: Roman einer Siebzehnjährigen
- 1957: Lissy nach F. C. Weiskopf
- 1957: Schlösser und Katen
- 1957: Sheriff Teddy
- 1958: Das verbotene Paradies
- 1959: Freddy, die Gitarre und das Meer
- 1959: Und das am Montagmorgen
- 1960: Die Botschafterin
- 1960: Der letzte Zeuge
- 1960: Der wahre Jakob

## Theater
- 1948: Ludwig Thoma: Moral (Frau Beermann) – Regie: Peter Bejach (Volksbühne Berlin im Prater Berlin)

## Hörspiele
- 1924: Stratenmusik – Autor: Paul Schurek
- 1924: De Verschriewung – Autor: Heinrich Behnken
- 1925: Versteckspeelen – Autor: Heinrich Behnken
- 1925: Wrack – Autor: Wilhelm Friedrich Wroost
- 1925: Versteekenspielen – Autor: Heinrich Behnken
- 1925: Hatt giegen Hatt – Regie: Hans Böttcher
- 1925: Stratenmusik – Regie: Hans Böttcher, Richard Ohnsorg
- 1925: Slagsiet – Regie: Hans Böttcher
- 1925: Der Eindringling – Regie: Ernst Pündter
- 1925: De Fährkrog – Regie: Hans Böttcher
- 1925: Jürgen Piepers – Regie: Hans Böttcher
- 1925: Narrenspegel – Regie: Hans Böttcher
- 1926: Cili Cohrs – Autor: Gorch Fock
- 1926: Leege Lüd – Autor: Hinrich Wriede
- 1926: Seefahrt – Regie: Hans Böttcher
- 1926: Pidder Lüng – Regie: Hans Böttcher
- 1926: De Fährkrog – Regie: Hans Böttcher
- 1926: Kramer Kray – Regie: Hans Böttcher
- 1926: Keden – Autor: Herman Heijermans; Regie: Hans Böttcher
- 1926: Die Hochzeit in der Pickbalge – Regie: Hans Böttcher
- 1926: Marie – Regie: Hans Böttcher
- 1926: Dat lütte Rümeken – Regie: Hans Böttcher
- 1927: St. Elmsfüer – Regie: Hans Böttcher
- 1927: Mudder Mews. Niederdeutsches Schauspiel in fünf Akten – Regie: Hans Böttcher
  - Gastspiel der Niederdeutschen Noragbühne Hamburg  beim  Südwestdeutschen Rundfunkdienst AG (Frankfurt am Main)
- 1950: Das vergilbte Manifest – Regie: Gottfried Herrmann
- 1952: Jürnjakob Swehn, der Amerikafahrer – Regie: Hans Freundt
- 1952: Der Quickborn – Regie: Hans Freundt
- 1954: Mottenpulver – Regie: Eberhard Freudenberg
- 1957: Die Versuchung des jungen Pitt – Regie: Carlheinz Riepenhausen
- 1960: Diesseits der Grenze – Regie: Tom Toelle